# Qeysar
Pour plus de détails, voir Fiche technique et Distribution.
Qeysar (en persan : قیصر, « César »), également orthographié Gheisar, Kaiser et Gheysar, est un film dramatique du cinéaste iranien Massoud Kimiai sorti en 1969.
Le film a été considéré comme un « point de repère dans le cinéma iranien » et a initié une nouvelle tendance de films dramatiques noirs où l'honneur familial est vengé.

## Synopsis
Fati, qui a été violée, se donne la mort en absorbant du poison. Son frère aîné, Farman, décide de la venger, mais pour ne pas briser son serment de ne pas se servir d'armes blanches, il ira à main nue se confronter à l'agresseur, Mansour. Ce dernier à l'aide de ses deux frères, Karim et Rahim s'en prennent à lui, et ils le tuent. Revenant d'un voyage au sud du pays, Qeysar, le frère cadet de Farman, ira à son tour se venger. Il tue Karim dans un bain public, et Rahim dans l'abattoir. Il ira ensuite à Mechhed, et au retour apprend la mort de sa mère. Au cimetière, à l'aide de sa fiancée, Azam, il échappe aux policiers qui étaient déjà à sa trousse pour l'arrêter. Une danseuse de cabaret, Shahrzad lui apprend qu'il pourra trouver Mansour à la gare. Qeysar trouve Mansour et le poignarde avant de tomber aux mains des policiers qui le blessent en tirant dans sa direction.

## Fiche technique
- Titre : Qeysar
- Réalisateur : Massoud Kimiai
- Scénariste : Massoud Kimiai
- Photographie : Maziar Partow
- Montage : Maziar Partow
- Musique : Esfandiar Monfaredzadeh (en)
- Producteur : Abbas Shabaviz
- Distributeur : Aryana Film
- Année de sortie : 1969
- Durée : 100 minutes
- Pays : Iran

## Distribution
- Behrouz Vossoughi : Qeysar
- Pouri Banai : Azam
- Nasser Malekmotei : Farman
- Jamshid Mashayekhi : l'oncle de Qeysar
- Mir Mohammad Tajaddod : le frère d'Azam
- Bahman Mofid : Mayek
- Iran Daftari : la mère de Qeysar
- Jalal Pishvaian : Mansour Ab-mangol
- Gholam-Reza Sarkoob : Rahim Ab-mangol
- Hasan Shahin : Karim Ab-mangol
- Kobra Saeedi : Soheila Ferdos (crédité Shahrzad)

## Commentaires
- Behrouz Vossoughi, dans le rôle-titre, est devenu un acteur légendaire du cinéma iranien.